# Monumento a San Martín (Lima)
El monumento al General José de San Martín es una estatua ecuestre de este personaje esculpida por Mariano Benlliure y erigida en la plaza del mismo nombre en el Centro Histórico de Lima, en conmemoración del año del Centenario de la Independencia de la Nación Peruana.

## Circunstancias

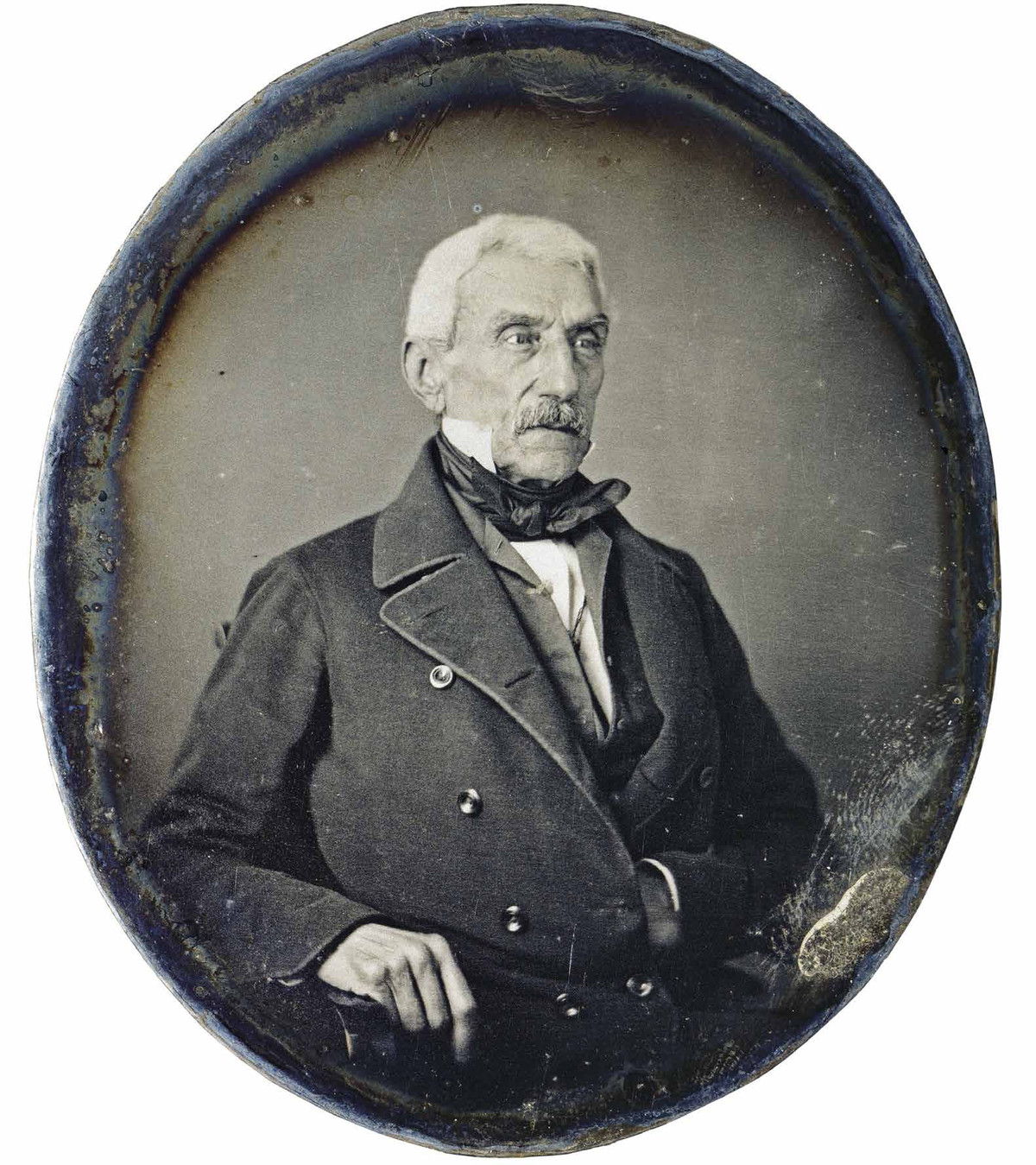
Retrato de José de San Martín

Se inauguró la Plaza de San Martín en el año 1921, durante el Oncenio de Augusto Leguía, con motivo del Centenario de la Independencia del Perú, en el cercado de Lima, presidida por este gran monumento al General José de San Martín, caudillo y héroe de las Guerras de independencia hispanoamericanas. Para ello había convocado un concurso público que ganó el destacado escultor español Mariano Benlliure, que tenía gran experiencia y una trayectoria muy exitosa en la creación de monumentos.
El mismo concurso ya había sido convocado sin éxito en varias ocasiones durante las décadas anteriores. Un decreto del 7 de noviembre de 1850, dado con motivo de su fallecimiento por el presidente Ramón Castilla, dispuso en su artículo 5° que: En el centro de la plazuela 7 de setiembre, se erigirá una columna de 20 pies de altura, sobre la cual se colocará la estatua del general San Martín y para cuyo gasto se pedirá a la próxima legislatura la cantidad necesaria. Esta norma no surtió ningún efecto práctico, por lo cual el presidente José Balta emitió un nuevo decreto, el 12 de abril de 1869, que reiteraba que se erigiese un monumento a San Martín. En su artículo 2° convocaba a un concurso para que se eligiese el modelo más adecuado. Sin embargo, esta norma tampoco se cumplió. El presidente Andrés Avelino Cáceres, el 8 de julio de 1890, ordenó que el 28 del mismo mes, se colocase la primera piedra del monumento a San Martín. El 17 de diciembre de 1904, durante el gobierno del Presidente José Pardo se convocó a un concurso tanto a los artistas nacionales como a los extranjeros, para la construcción del mencionado monumento.
Finalmente el concurso fue finalmente ejecutado, como se ha señalado, por el gobierno del presidente Augusto B. Leguía, que había promovido la llamada belle époque, uno de cuyos elementos más representativos fue precisamente esta plaza, construida como homenaje al Libertador, en la que ya se alzaban dos notables edificios de estilo art nouveau. El Teatro Colón y el edificio Giacoletti.
No se escatimaron gastos para construir la Plaza San Martín. Los abruptos desniveles del terreno sirvieron de inspiración al talentoso artista español Manuel Piqueras Cotolí, autor del conjunto del proyecto de la plaza tras proyectos sucesivos de Ricardo Malachowski (1912) y de Bruno Paprocki (1916), para crear graderías y cuatro extensos jardines. La plaza con el monumento fue inaugurada en la víspera del Centenario, el 27 de julio de 1921. Para las balaustradas se usó por vez primera mármol extraído de canteras del país, y expertos picapedreros de Arequipa y La Paz labraron el granito usado en las baldosas, muros y zócalos. Destacados arquitectos como Rafael Marquina, José Álvarez Calderón y Emilio Harth-Terré fueron, en 1926, los encargados de plasmar la espectacular arquería neo colonial que rodea la Plaza. En la Plaza se levantó el Gran Hotel Bolívar, que en aquellas fechas fue el más lujoso de la ciudad, el exclusivo Club Nacional, grandes cines y restaurantes, importantes negocios, librerías y hasta una galería de arte.

## Monumento
Se trata de una colosal estatua ecuestre en bronce, sobre pedestal de granito. El conjunto tiene 16 metros de altura. Como toda la obra de Mariano Benlliure, destaca su realismo, su naturalidad y la excelente documentación sobre indumentaria y costumbres. Por su formación junto al pintor Francisco Domingo Marqués, Benlliure trasladaba la pintura a la escultura. En este monumento conmemorativo representa al general atravesando Los Andes sobre su corcel árabe de gran alzada.
San Martín no se muestra en actitud bélica, como en tantas otras representaciones, sino ensimismado, concentrado en sus pensamientos, pero sin perder un ápice de marcialidad ni de dignidad. Merece comentario la postura del caballo. En toda su trayectoria, Benlliure destacó por su enorme conocimiento sobre toros y caballos, en los que se había especializado y esculpía con gran precisión y plasticidad. Dominaba la expresión y el movimiento, lo que implica una perfecta representación de la postura y de las masas musculares. Pues bien, en esta escultura concreta, la posición del caballo resulta contradictoria; mientras el tren delantero avanza con potencia y esfuerzo, el tren posterior frena y retiene el paso. Como todos los grandes artistas, Benlliure era metódico. Todos sus detalles conllevan un mensaje, no siempre fácilmente interpretable. En este caso posiblemente la postura del caballo es coherente con la actitud reflexiva del general. Probablemente avanza sumido en las dudas: cree ciegamente en su propósito liberador, pero mantiene un debate interno consigo mismo. Al fin y al cabo se está rebelando contra lo que fue su propia patria, por nacimiento y cultura. La patria de sus mayores, por la que él mismo había luchado contra el francés en tierras ibéricas.
Todo esto no es óbice para que Benlliure no regateara ornamentos que demuestren la peruanidad de la obra. Así, en el estilo modernista imperante en la época introduce el lema “La Nación al General D. José de San Martín”, en inscripción portada por una estatua femenina, una alegoría del Perú, como queda de manifiesto por una pequeña llama que la corona, y con las ramas del árbol de la quina que alza en sus manos. Sobre ella se presentan dos bellos desnudos femeninos de larguísima melena que representan a la gloria y a la fama respectivamente, con cornucopias, que junto a la llama y la quina forman parte esencial del escudo del Perú.
La estatua se yergue sobre un pedestal de granito, en forma de pirámide trunca, con un basamento escalonado. Posiblemente Benlliure se inspiró en una de sus obras anteriores, el monumento al General Martínez Campos (Jardines del Retiro de Madrid, 1907), sobre todo en cuanto al pedestal rocoso, una tipología que también tuvo un significativo antecedente en el monumento a Pedro el Grande, en San Petersburgo. Otros antecedentes se pueden encontrar en el monumento erigido en Mendoza, Argentina, y más aún con el pedestal diseñado y ornado por su compatriota Torcuato Tasso en Corrientes, así mismo en la Argentina, cuyo carácter pedregoso era más naturalista y menos figurativo que el diseñado por Benlliure.
Como sucediera muchos años antes con el de Bolívar, Lima había elegido un monumento de gran originalidad en cuanto a lo que se alejaba de los estándares imperantes. En realidad esta visión innovadora dio lugar a severas críticas en su tiempo, que fueron pasando al olvido rendidas ante la evidencia de una gran obra.
La Municipalidad de Lima, a través de Prolima, ha realizado un diagnóstico inicial mediante calas estratigráficas, para determinar los valores originales y estéticos del monumento. También ha elaborado un estudio histórico y artístico con el fin de iniciar lo más pronto la intervención del monumento.

## Otros ornamentos
Flanco izquierdo del pedestal: Altorrelieve en bronce. Bajo él, rótulo con la siguiente inscripción: “Soldados: Esta es la primera bandera que se bendice en América. Jurad sostenedla muriendo en su defensa como yo juro”.
Flanco izquierdo del pedestal: Altorrelieve en bronce. Bajo él, rótulo con la siguiente inscripción: “El Perú es desde este momento libre e Independiente por la voluntad de los pueblos y por la justicia de la Causa que Dios defiende. XXVII de Julio de MDCCCXXI”. Bajo el mismo, en la peana, hay otro altorrelieve de menor dimensión representando, como los anteriores, momentos sobresalientes de los actos de proclamación de la independencia.
En la parte posterior del monumento hay un grupo escultórico de dos soldados de aquella guerra a pie, portando banderas cruzadas, sobre su propio pedestal anexo en que también hay dos altorrelieves. Sobre ellos la peana está ornamentada con un rosetón que contiene otros símbolos: un sol, en este caso naciente como alegoría de la nueva nación, laureles de gloria y un gorro frigio, que evoca el espíritu revolucionario en el que se fraguó el hecho histórico.

## Galería

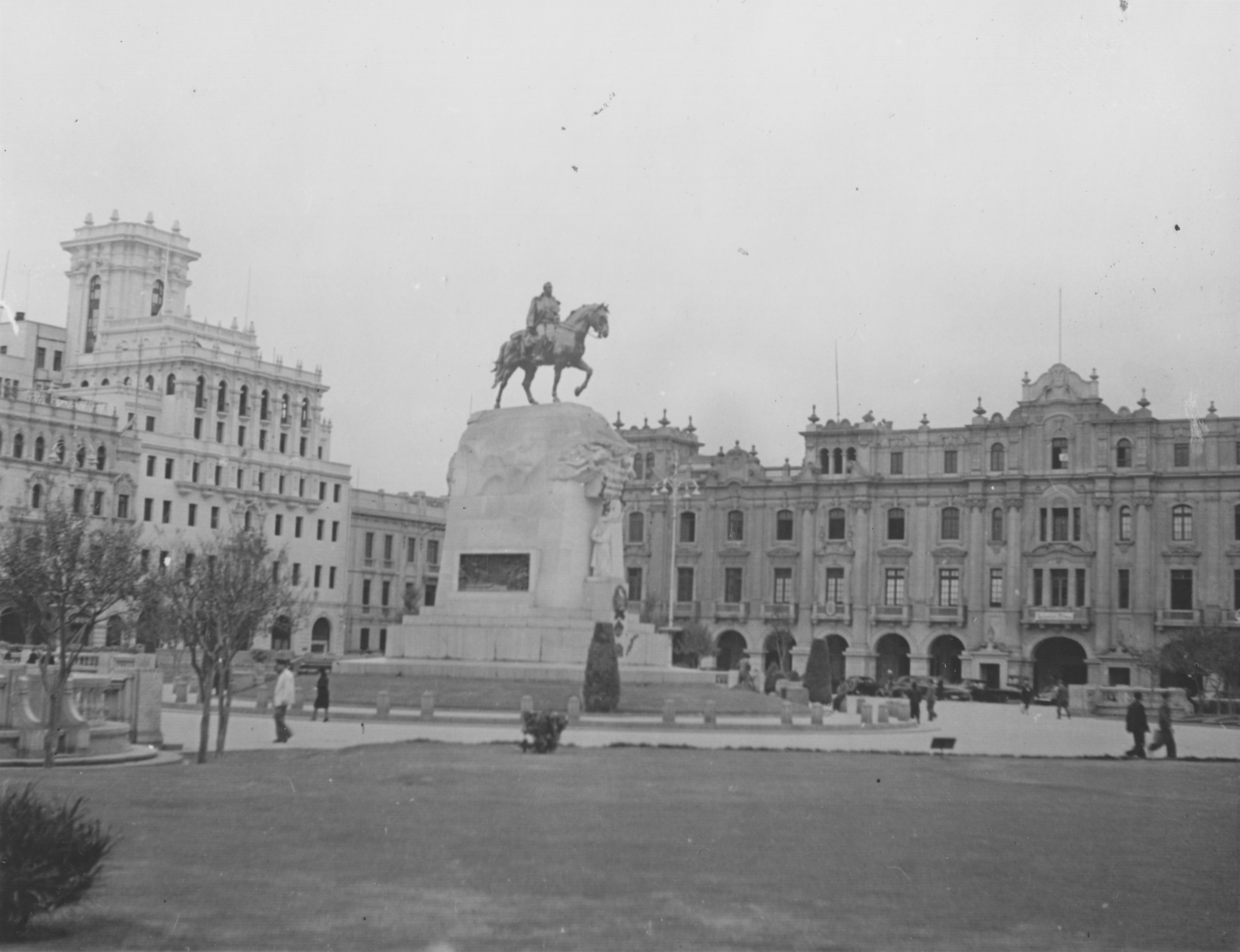
El monumento en 1941
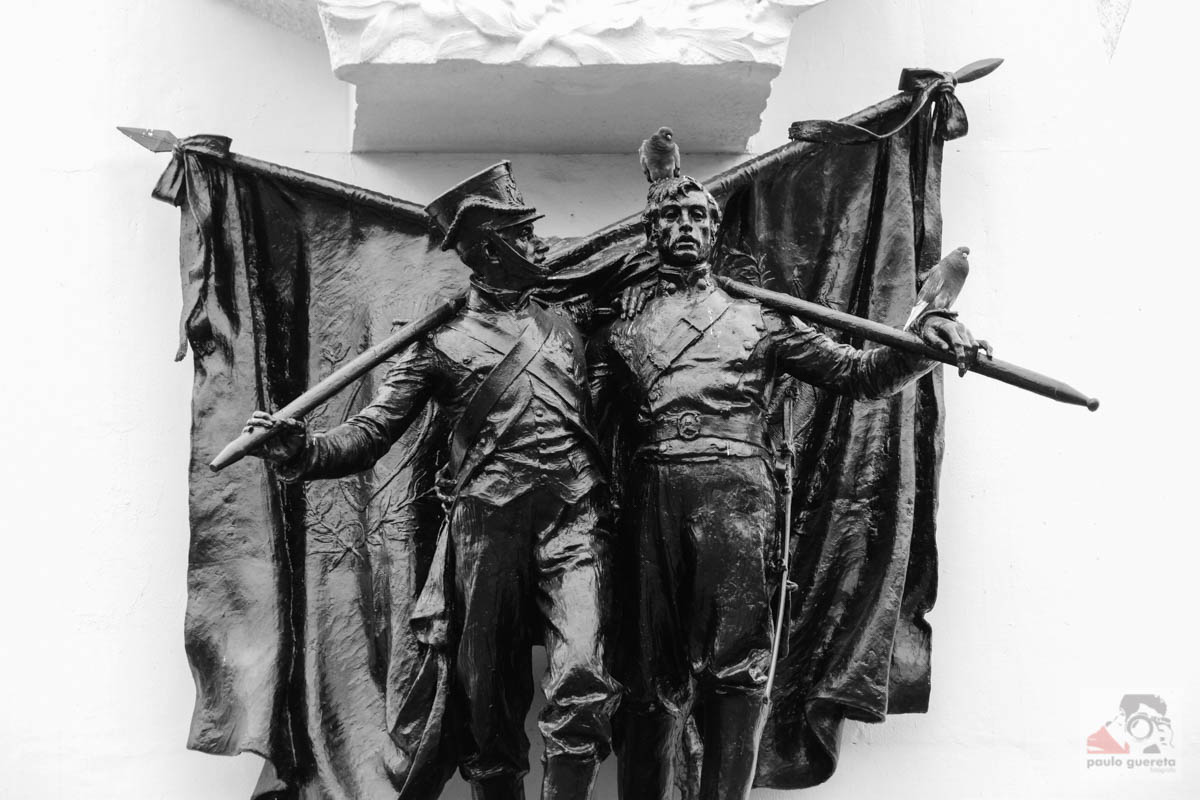
Grupo escultórico posterior del monumento
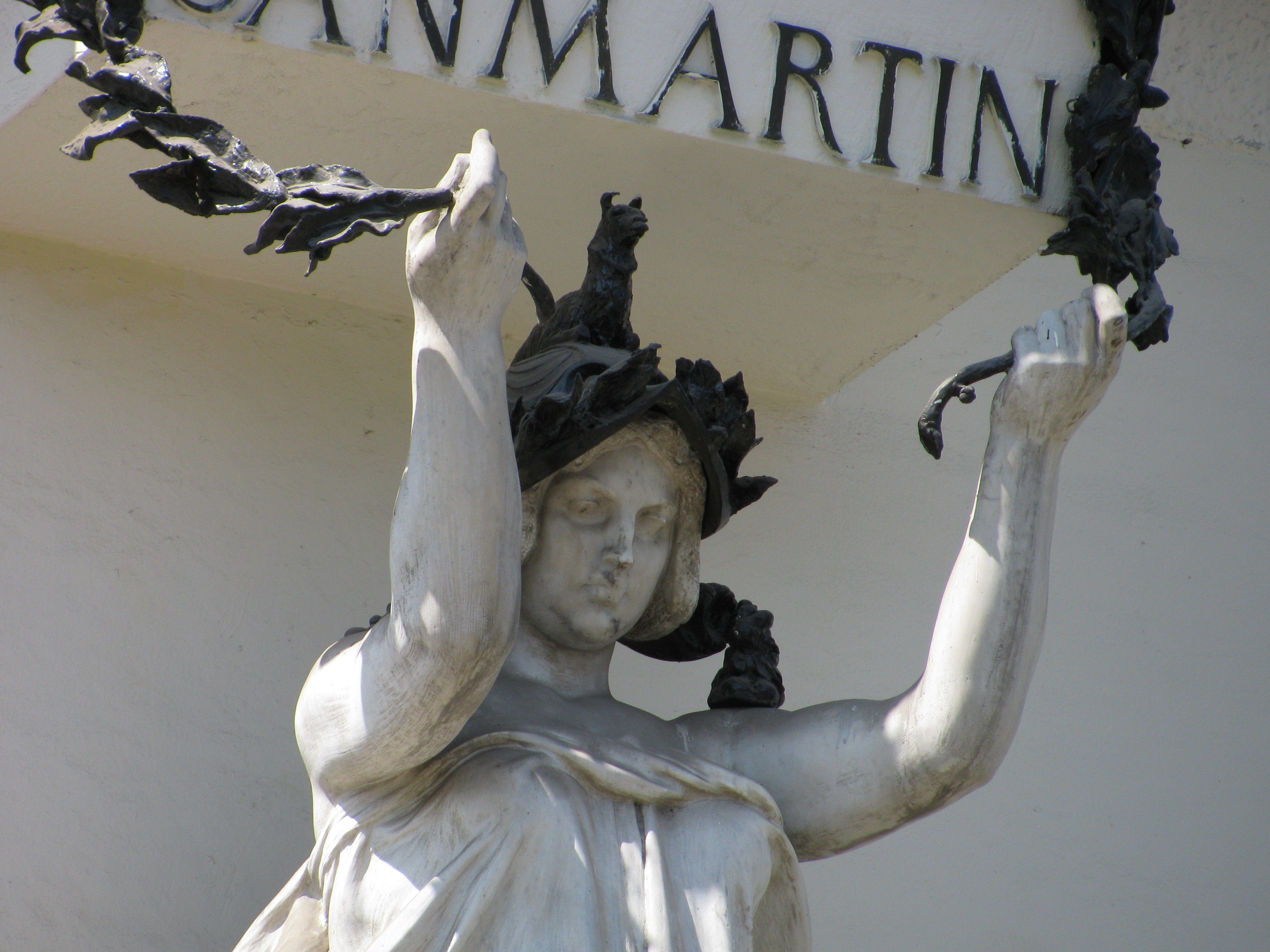
Detalle de la alegoría al Escudo nacional
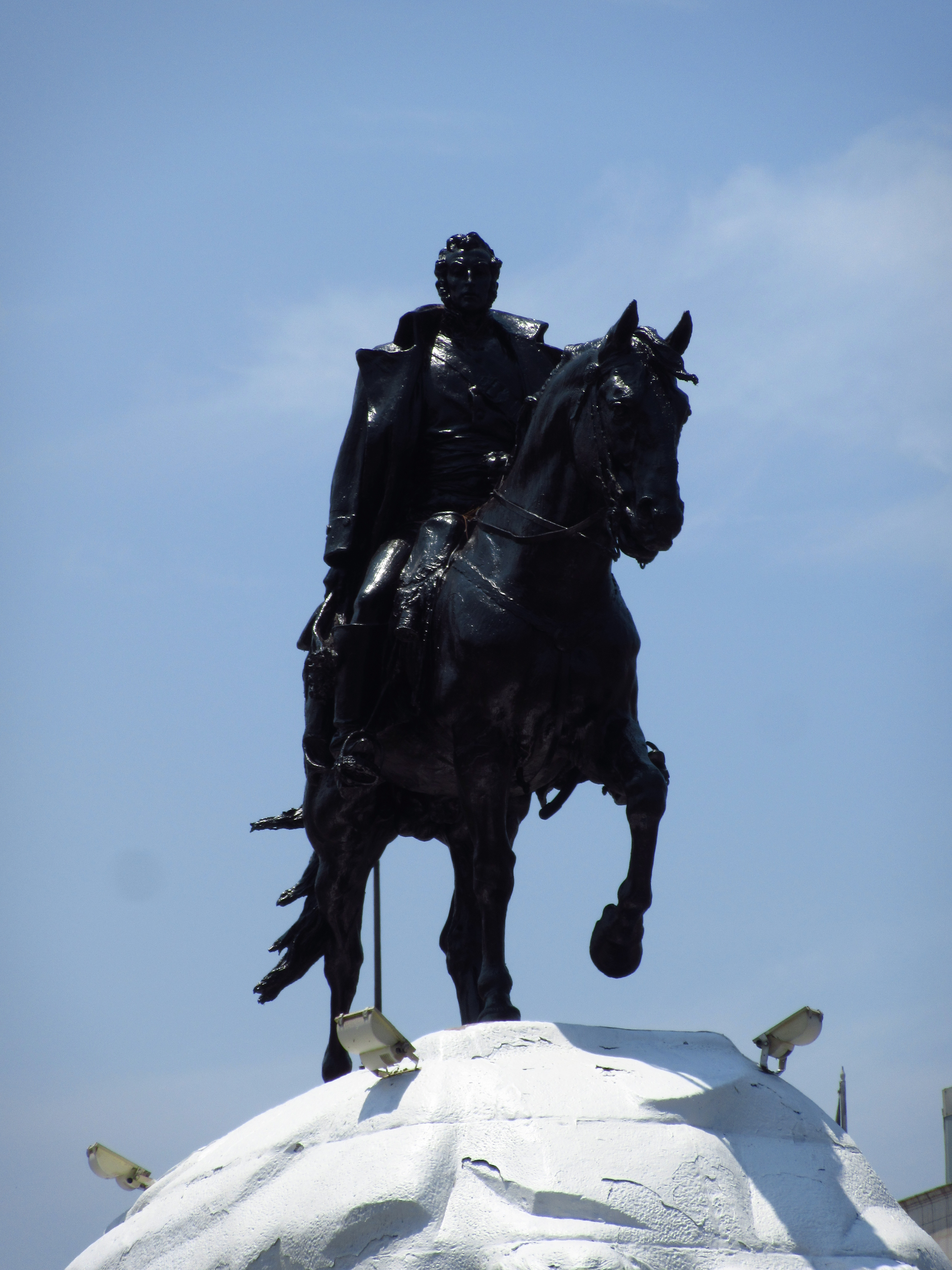
La estatua tras un aguacero
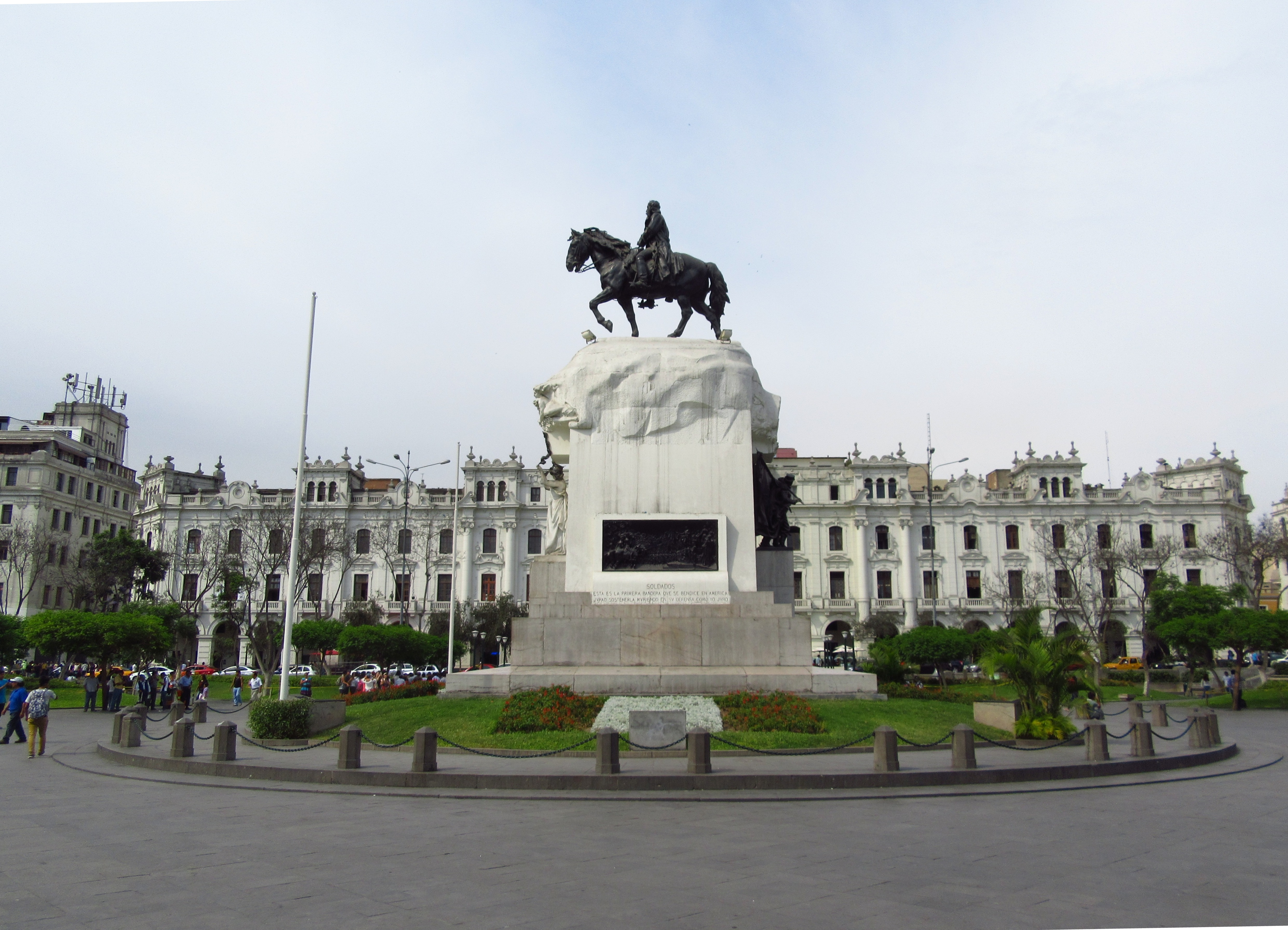
En la Plaza San Martín en Lima
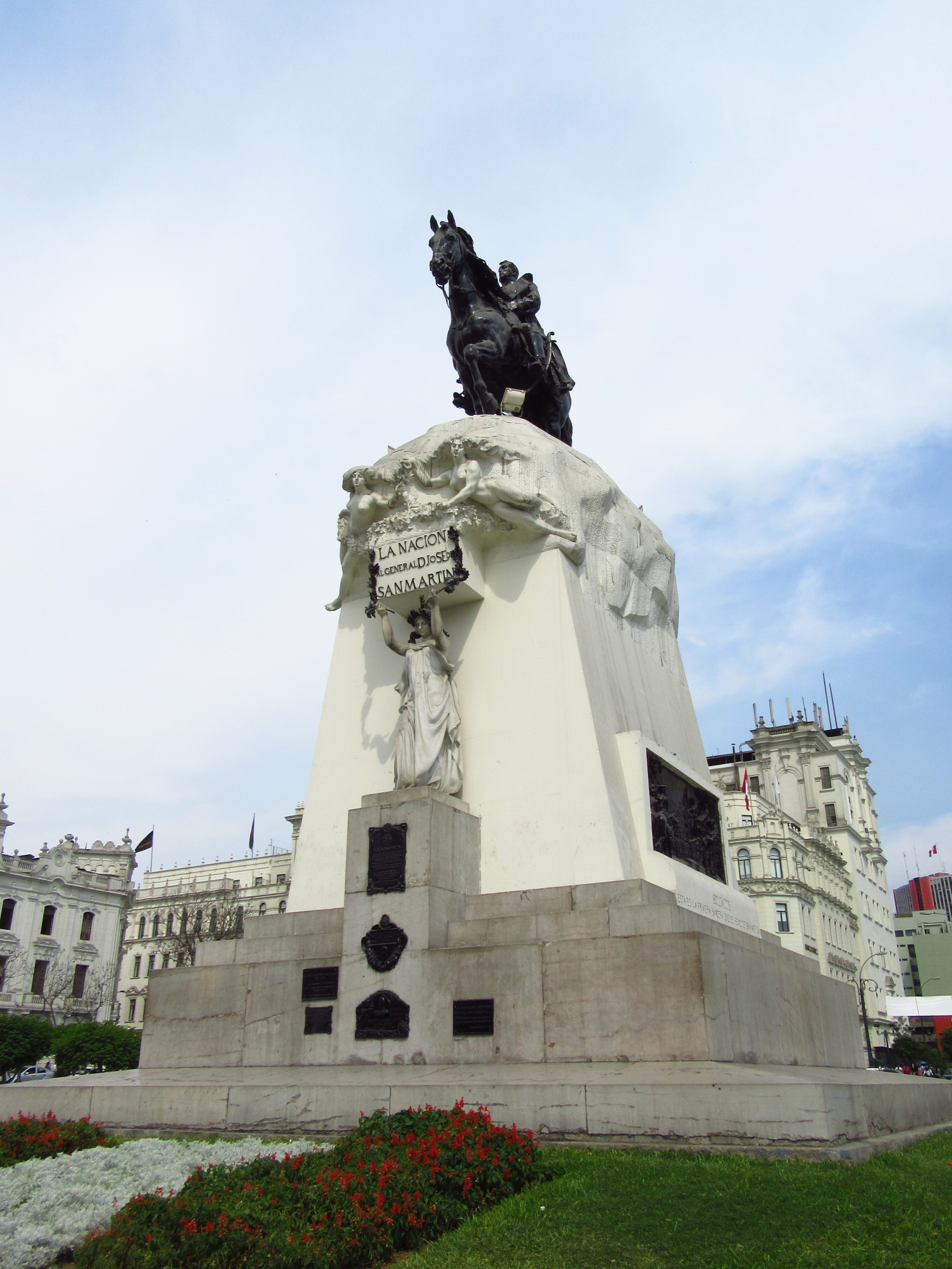
El zócalo monumental
Vista aérea